# Duripelta peha
Duripelta peha är en spindelart som beskrevs av Forster och Norman I. Platnick 1985. Duripelta peha ingår i släktet Duripelta och familjen Orsolobidae. Inga underarter finns listade i Catalogue of Life.